# Darío Montenegro
Darío Montenegro: es un periodista, productor de televisión y director de noticias colombiano, nacido en Pasto en 1958.

## Carrera
Estudió Administración de Empresas en el Colegio Mayor de Nuestra Señora del Rosario e inició su carrera como gerente de Colprensa y luego trabajó para Promec en altos puestos directivos donde produjo varios espacios televisivos en la programadora. Fue gerente de NTC Noticias (actual Noticias Uno) en 1995 y de Prego Televisión, del cual produjo varios espacios noticiarios. También se desempeñó en la gerencia de los canales Noticolombia y TeveAndina, refundandola como Canal 13.
En 2004 fue miembro de la Comisión Nacional de Televisión representando a los canales regionales y posteriormente fue gerente de Señal Colombia. Así mismo, se desempeñó como gerente de Canal Capital en la Administración de Enrique Peñalosa 2016-2019.
| Predecesor: Lisandro Duque Naranjo | Gerente de Canal Capital 2016 - 2019 | Sucesor: Ana María Ruiz |